# Jan Hendrik op den Velde
Jan Hendrik „Henk“ op den Velde (* 1. Juni 1901 in Zaandam; † 31. Dezember 1944 im KZ Groß-Rosen) war während des Zweiten Weltkriegs ein niederländischer Widerstandskämpfer. Sein Deckname war „Hein“.

## Leben
Geboren in der niederländischen Provinz Noord-Holland als Sohn von Jan op den Velde (1875–1955) und Aagje Kalf (1879–1961), verbrachte er den Großteil seines Lebens in seiner Heimat. Er verließ die Schule im Alter von 13 Jahren, um zu arbeiten. Später begann er ein Maschinenbau-Studium, entschied sich dann aber um und studierte Elektrotechnik. Im Jahr 1922 trat er in die Fernmeldetruppe (niederländisch Verbindingsdienst) ein, wo er die damals noch junge Funktechnik kennenlernte. Nach seiner Dienstzeit blieb er bei dieser Technik und baute eigene Funkgeräte. Als Funkstelle nutzte er das Haus seiner Eltern. Im Jahr 1925 gründete er eine Werkstatt zur Herstellung von Funkgeräten und zwei Jahre später ein dazu passendes Radiogeschäft.
Er heiratete 1930 Johanna Clasina, genannt „Jopie“, und das junge Ehepaar bezog ein Haus in der Straße Westzijde in Zaandam. Seine geschäftlichen Aktivitäten prosperierten und die Familie bekam Zuwachs. Die Söhne Jan (* 1931) und Hendrik Jan (* 1933) wurden geboren. Im Jahr 1937 wurde die Ehe geschieden und 1939 heiratete er Fien de Vries. Im Jahr 1941 kam sein dritter Sohn Wijbrand auf die Welt.
Inzwischen war der Zweite Weltkrieg ausgebrochen und die deutsche Wehrmacht hatte im Mai 1940 die neutralen Niederlande besetzt. Dazu gehörte auch seine Heimatregion, die Zaanstreek in Noord-Holland. Nachdem sich die deutschen Besatzer zunächst um ein möglichst gutes Verhältnis zur einheimischen Bevölkerung bemüht hatten, verschlechterte sich die Stimmung ab 1941 langsam und im Jahr 1943 verschärfte sie sich zusehends.
Henk op den Velde schloss sich dem Widerstand gegen den Nationalsozialismus an und trat dem Ordedienst (OD) bei, einer der drei wichtigsten niederländischen Untergrundorganisationen, in dem unter anderem auch sein Landsmann Jan Thijssen wirkte. Aufgrund seiner Funk-Expertise stieg Op den Velde schnell zum Leiter der technischen Abteilung auf und wurde Chef des Funkdienstes. In seiner Werkstatt in Zaandam wurde die Funkausrüstung für die regionalen Kommandeure des OD hergestellt. Es gelang ihm, Kontakt zur Regierung in London aufzunehmen. Anfang des Jahres 1944 erhielt er durch abgesetzte Agenten von dort auch einen professionellen Funksender.
Am 2. März 1944 wurde Jan Hendrik op den Velde in Zaandam verhaftet. Zusammen mit seiner Ehefrau Fien wurde er zunächst nach Den Haag gebracht, dann nach Haaren, wo er im Rahmen des „Englandspiels“ eingesetzt wurde. Im September desselben Jahres, unmittelbar nach dem „Dolle Dinsdag“, verlegte man ihn über das Kamp Vught und das KZ Sachsenhausen in das Konzentrationslager Groß-Rosen. Dort starb er im Alter von 43 Jahren. Nach dem Krieg, im Juni 1945, erhielt Fien die Nachricht, dass ihr Mann im Lager schwer erkrankt sei und im Krankenrevier gestorben wäre.

## Nachruf
Im Jahr 2012 veröffentlichten seine drei Söhne Wijbrand, Henk Jr. und Jan ein 318 Seiten starkes Buch über ihren Vater (siehe auch: Buchdeckel unter Weblinks).